# Robert Lemay
Pour les articles homonymes, voir Lemay.
 (juillet 2024).
La mise en forme du texte ne suit pas les recommandations de Wikipédia : il faut le « wikifier ».
Les points d'amélioration suivants sont les cas les plus fréquents. Le détail des points à revoir est peut-être précisé sur la page de discussion.
- Les titres sont pré-formatés par le logiciel. Ils ne sont ni en capitales, ni en gras.
- Le texte ne doit pas être écrit en capitales (les noms de famille non plus), ni en gras, ni en italique, ni en « petit »…
- Le gras n'est utilisé que pour surligner le titre de l'article dans l'introduction, une seule fois.
- L'italique est rarement utilisé : mots en langue étrangère, titres d'œuvres, noms de bateaux, etc.
- Les citations ne sont pas en italique mais en corps de texte normal. Elles sont entourées par des guillemets français : « et ».
- Les listes à puces sont à éviter, des paragraphes rédigés étant largement préférés. Les tableaux sont à réserver à la présentation de données structurées (résultats, etc.).
- Les appels de note de bas de page (petits chiffres en exposant, introduits par l'outil «  Source ») sont à placer entre la fin de phrase et le point final[comme ça].
- Les liens internes (vers d'autres articles de Wikipédia) sont à choisir avec parcimonie. Créez des liens vers des articles approfondissant le sujet. Les termes génériques sans rapport avec le sujet sont à éviter, ainsi que les répétitions de liens vers un même terme.
- Les liens externes sont à placer uniquement dans une section « Liens externes », à la fin de l'article. Ces liens sont à choisir avec parcimonie suivant les règles définies. Si un lien sert de source à l'article, son insertion dans le texte est à faire par les notes de bas de page.
- La présentation des références doit suivre les conventions bibliographiques. Il est recommandé d'utiliser les modèles {{Ouvrage}}, {{Chapitre}}, {{Article}}, {{Lien web}} et/ou {{Bibliographie}}. Le mode d'édition visuel peut mettre en forme automatiquement les références.
- Insérer une infobox (cadre d'informations à droite) n'est pas obligatoire pour parachever la mise en page.

Pour une aide détaillée, merci de consulter Aide:Wikification.
Si vous pensez que ces points ont été résolus, vous pouvez retirer ce bandeau et améliorer la mise en forme d'un autre article.
Robert Lemay (né le 13 février 1960) est un compositeur canadien d'œuvres solos, de chambre et orchestrales.

## Début et éducation
Né à Montréal, Robert Lemay a étudié à l'Université Laval, où il a obtenu une maîtrise (M.Mus.) sous la direction de François Morel. Il a obtenu un doctorat (D.Mus.) à l'Université de Montréal sous la direction de Michel Longtin en 1994. Il a également passé une année à l'Université de l'État de New York à Buffalo (SUNY-Buffalo), où il a étudié avec David Felder et assisté à des séminaires donnés par Brian Ferneyhough, Louis Andriessen et Donald Erb (en). Pendant cette période, il rencontre sa femme, la pianiste Yoko Hirota. En France, il travaille avec François Rossé à Bordeaux et Georges Aperghis à l'Atelier Théâtre et Musique à Paris.

## Carrière
On dit de Robert Lemay qu'il a « apporté des contributions importantes et substantielles au répertoire du saxophone. » Sur 140 œuvres écrites, 80 sont pour ou avec saxophone, allant des solos aux grands ensembles. Depuis la fin des années 1980, il a collaboré avec des artistes tels que Jean-François Guay, Jean-Michel Goury et Jean-Marie Londeix.
Depuis 2000, il réside à Sudbury, en Ontario, où il a enseigné à l'Université Laurentienne de 2000 à 21. Il a également enseigné à l'Université de la Saskatchewan en 1996-97.
De 2004 à 2018, Robert Lemay  fut président et directeur artistique des 5-Penny New Music Concerts à Sudbury, où il a beaucoup collaboré avec le Silver Birch String Quartet,,,.
Robert Lemay a été compositeur en résidence de l'Orchestre Symphonique de Sudbury de 2008 à 2010.

## Style de composition
Robert Lemay est un compositeur atonal et influencé par les techniques spectrales de Tristan Murail et de Gérard Grisey, les approches modales d'Olivier Messiaen et de Iannis Xenakis, et la modulation rythmique d'Elliott Carter. Il a également discuté de son processus de création du matériel mélodique.
Le traitement du contexte du concert — notamment la disposition scénique, la spatialisation, la gestuelle, le comportement et la présence de l'interprète — est une autre préoccupation stylistique, qui a également fait l'objet de sa thèse et d'autres écrits de Robert Lemay,.
L'emploi de nouvelles techniques instrumentales a été analysé en profondeur dans deux de ses pièces solo : Ariana, Kaboul (saxophone alto) et Clap (clarinette),.
Il a également écrit des pièces pour étudiants, entre autres 6 Ushebtis (piano), Train miniature (clarinette) et Tambour battant (saxophone alto).

## Prix
Robert Lemay est lauréat de concours de composition nationaux et internationaux, notamment :
- Deuxième prix. 2007. Prix international de composition (Luxembourg) pour Mare Tranquilitatis III[19].
- Deuxième prix. 2006. Concours international de composition Kazimierz Serocki (Pologne) pour De brises en ressac[20].
- Premier prix. 2004. Concours d'ensembles à vent de la ville d’Harelbeke (Belgique) pour Ramallah[21].
- Prix William St. Clair Low. 1989. Association des compositeurs, auteurs et éditeurs du Canada (CAPAC) pour Vagues vertiges[22].
- Prix Ernest MacMillan. 1988. CAPAC pour La fuite immobile [23].
- Prix Rodolphe Mathieu. 1988. CAPAC pour Les yeux de la solitude.

## Œuvres

### Solos, duos
- Avec doigté. 2024. Guitare et percussions. Éditions Doberman-Yppan.
- Transitions mycéliennes. 2024. Vidéo-poème. Poésie et images de Thierry Dimanche ; musique de Robert Lemay. La musique a été publiée en 2023 sous le titre Mycélium. Piano. Éditions Doberman-Yppan.
- Oxymore. 2023. Flute alto et grosse caisse. Tetractys Publishing.
- À intervalles fixes. 2023. Saxophone alto, percussion. Création: Bent Frequency Duo Project (Jan Berry Baker, saxophone, Stuart Gerber, percussion). Kopleff Recital Hall, Georgia State University, septembre 2023.
- Deuce 6. 2022. Saxophone alto, saxophone baryton. Création : Dúo Lisus (Lidia Muñoz ; Jesús Núñez, saxophones). Museo de Nerja, Málaga, Espagne, mars 2024.
- Fingerprints. 2022. Violon, piano. Création: Duo Gemini (Jean-Frédéric Molard, violon, Jean-Noël Remiche, piano). Festival Osmose 2022. Espace Toots, Bruxelles, décembre 2022
- Deuce 5. 2022. Saxophone soprano, saxophone ténor. Création: Altera Inde (Diego Carretero, Sara Zazo). Auditorium du Collège de San José (Auditorio Colegio San José), Villafranca de los Barros (Espagne). Événement: Rencontres musicales Cantabilex (Encuentro Musical Cantabilex), juillet 2022.
- Low Expectations. 2022. Saxophone basse. Création: Geoffrey Deibel, saxophone basse. Longmire Recital Hall, Florida State University, January 2023.
- Nonante. 2021. Saxophone. Éditions Billaudot, Collection Saxiana. Création: Mana Takarabe, saxophone. Événement: Londeix: une vie pour le saxophone, Conservatoire de Boulogne-Billancourt, France, janvier 2022.
- Au coude-à-coude. 2021. Basson, piano. Note en Bulle Éditions.
- Shared Visions. 2021. Clarinette en si bémol, piano. Note en Bulle Éditions.
- Play-off. 2021. Hautbois, piano. Note en Bulle Éditions.
- Point d'équilibre. 2021. Flute, piano. Note en Bulle Éditions. Création: Stephen Tam, flute; YoonHye Eunice Park, piano. Performance en ligne. Richmond Hill, Ontario, février 2022.
- Deep Down. 2020. Tuba, piano. Note en Bulle Éditions.
- Last Call. 2020. Cor, piano. Note en Bulle Éditions.
- L'arc de la lyre. 2020. Harpe, piano. Création: Kristan Toczko, Harpe; Jared Tehse, piano. Performance en ligne. Arizona State University, Tempe, Arizona, février 2022.
- À bout de bras. 2020. Trombone, piano. Note en Bulle Éditions.
- Break Point. 2020. Trompette en si bémol, piano. Note en Bulle Éditions.
- Soliloques. 2020. Saxophone alto. Note en Bulle Éditions. Création: Stéphane Sordet, saxophone alto. Conservatorio Statale di Musica Nicola Sala, Benevento, Italie, décembre 2022.
- High Expectations. 2020. Saxophone sopranino. Éditions Doberman-Yppan. Création: Alexander Richards, saxophone sopranino. Region 9 Conference of the North American Saxophone Alliance, événement en ligne, University of Calgary, mars 2021.
- Hors-jeu. 2019. Version B. Saxophone ténor, clarinette basse.
- Hors-jeu. 2019. Saxophone ténor, basson. Création: Maya Grossman, basson, Andrew Hosler, saxophone ténor. Concert series: The _____ Experiment, Stamps Auditorium, University of Michigan, Ann Arbor, événement en ligne, novembre 2021.
- À court terme. 2019. Clarinette en si bémol, violoncelle. Création: Géraldine Fastré, clarinette, Bruno Ispiola, violoncelle. Festival Osmose 2019, Entrela du Centre Culturel d'Evere, Bruxelles, novembre 2019.
- Faux-fuyant. 2019. Saxophone soprano, hautbois. Note en Bulle Éditions. Création: Ava Wirth, hautbois, Andrew Hosler, saxophone soprano. Kadupal Festival, Stamps Auditorium, University of Michigan, Ann Arbor, événement en ligne, septembre 2021.
- Un processus discret. 2018. Saxophone alto, guitare. Éditions Doberman-Yppan. Création: Dúo Icarus (Alberto Plaza, guitar, Alfonso Padilla, saxophone). IX Festival de Música Contemporánea Encuentros Sonoros, Espacio Turina de Sevilla, Seville, Espagne, janvier 2020.
- Double Fault. 2018. Saxophone alto, clarinette en si bémol. Note en Bulle Éditions. Création: Duo Entre-Nous (Jackie Glazier, clarinette, Don-Paul Kahl, saxophone). North American Saxophone Alliance 2020 Biennial Conference. Arizona State University at Tempe, mars 2020.
- Kif-Kif. 2018. Saxophone, caisse claire. Note en Bulle Éditions. Création: Rogue Two (Andrew Allen, saxophone, Gordon Hicken, caisse claire). Akin Auditorium, Midwestern State University, Wichita Falls, Texas, mars 2019.
- Two for One. 2018. Saxophone soprano, trompette en si bémol. Note en Bulle Éditions. Création: Maelenn Séjourné, saxophone, Mathieu Duc, trompette. Auditorium du Conservatoire de Rennes, Rennes, France, novembre 2022.
- Tie-Break 2. 2018. Saxophone alto, violon. Note en Bulle Éditions. Création: Emanuele Dalmaso, saxophone, Andrea Mattevi, violon. Festival Contrasti 2019, Sala della Fondazione Caritro, Trento, Italy, mars 2019.
- Pommes. 2018. Percussion. Note en Bulle Éditions.
- Déroulement. 2017. Saxophone baryton, piano.
- Arrêt sur image. 2017. Saxophone alto. Éditions Doberman-Yppan. Création: William Malone, saxophone. North American Saxophone Alliance Biennial National Conference 2018, Cincinnati, mars 2018
- Deuce 4. 2017. Saxophone barytons (2). Resolute Music Publications. Création: Jeffrey Vickers, Henrique Portovedo, saxophone barytons. 18th World Saxophone Congress, Zagreb, Croatie, juillet 2018.
- Bas-relief. 2016-2017. Saxophone baryton. Note en Bulle Éditions. Création: Geoffrey Deibel, saxophone baryton. 18th World Saxophone Congress, Zagreb, Croatie, juillet 2018.
- Into Thin Air. 2016. Saxophone soprano. Éditions Doberman-Yppan. Création: Andrew Allen, saxophone soprano. 18th World Saxophone Congress, Zagreb, Croatie, juillet 2018.
- Fragments noirs. 2016. Saxophone soprano, saxophone alto. Note en Bulle Éditions. Création: Noa Mick, Don-Paul Kahl, saxophones. Zurich International Saxfest, Zurich, Suisse, mars 2017[24],[25].
- À découvert. 2015-16. Violon. Note en Bulle Éditions. Création: Christian Robinson, violon. 5-Penny New Music Concerts, Sudbury, juin 2016.
- Tri-angles. 2015. Saxophone ténor. Resolute Music Publications. Création: Jeffrey Vickers, saxophone ténor. Shenandoah Conservatory, Winchester, Virginia, janvier 2016.
- Mémoire et oubli. 2015. Piano. Création: Yoko Hirota, piano. Laurentian University, Sudbury, mars 2016.
- Cadenza. 2014. Violon. Création: Christian Robinson, violon. Sudbury Symphony Orchestra, Sudbury, mars 2015.
- Deuce 3. 2014. Saxophone sopranos (2). Resolute Music Publications. Création: Jeffrey Vickers, Rodrigo Vila, saxophones. Eckhardt-Gramatté Hall, University of Calgary, février 2015.
- Train miniature. 2014. Clarinette. Éditions Doberman-Yppan, Collection Jean-Guy Boisvert. Création: Jean-Guy Boisvert, clarinette. Guest Artist Concert, Don Wright Faculty of Music, Western University, London, Ontario, septembre 2018.
- Deuce 2. 2013-14. Saxophone ténors (2). Resolute Music Publications. Création: Duo d'Entre-Deux (Nick Zoulek, Tommy Davis, saxophones). Clazel Theater, Bowling Green, Ohio, octobre 2014.
- Asubakatchin (Capteur des rêves/Dreamcatcher). 2013. Piano.
- Tengu-Maï. 2012-13. Saxophone soprano, piano. Resolute Music Publications. Création: Kenneth Tse, saxophone, Casey Gene Dierlam, piano. North American Saxophone Alliance Biennial National Conference 2018, Cincinnati, mars 2018.
- Gris sur gris (Hommage à Yves Gaucher). 2012-13. Violon, guitare. Création: Duo46 (Beth Ilana Schneider-Gould, violon, Matthew Gould, guitare). 5-Penny New Music Concerts, Sudbury, mars 2014.
- Clés. 2012. Suite de miniatures: 6 pièces pour flute, 2 pièces pour flutes (2), et 1 pièce pour flute and piano. Note en Bulle Éditions.
- Redshift/Blueshift. 2012. Saxophone baryton, violoncelle. Note en Bulle Éditions. Création: CelloPhone (Nadia Klein, violoncelle, Chelsea Shanof, saxophone). Boats and Balloons, Heliconian Hall, Toronto, septembre 2014.
- Manu Militari. 2012. Version B. Clarinette en la, flute. Création: FL-AIR (Travis Jones, flute, Kip Franklin, clarinette). International Woodwind Duo Symposium, Sam Houston State University, Huntsville, Texas, avril 2018.
- Manu Militari. 2011. Saxophone alto, flute. Resolute Music Publications. Création: Greenbrook Ensemble. 2014 North American Saxophone Alliance Biennial Conference, University Of Illinois, Urbana-Champaigne, mars 2014.
- Tie-Break. 2011. Saxophone alto, violoncelle. Création: Wallace Halladay, saxophone, Mary-Katherine Finch, violoncelle. Contact Contemporary Music, Gallery 345, Toronto, septembre 2011.
- Intimate Echoes. 2011. Saxophone ténor, piano. Resolute Music Publications. Création: Jeffrey Vickers, saxophone, Hee-Kyung Juhn, piano. Sam Houston State University, Huntsville, Texas, avril 2011.
- Deuce. 2010. Saxophone altos (2). Resolute Music Publications. Création: Brooke Ferris-Florence, Zachary Pfau, saxophones. Daly Jazz Concert Series, Missoula, Montana, janvier 2011.
- Coups d'archet. 2008. Violon. Note en Bulle Éditions. Création: Christian Robinson, violon. Music by the Sea Festival Concerts, Bamfield, Vancouver Island, juillet 2012[26].
- Clap. 2008. Clarinette. Note en Bulle Éditions. Création: Rebecca Danard, clarinette. 2011 International Clarinette Association Conference, California State University, Northridge, aout 2011.
- Tanze vor Angst (Hommage à Paul Klee). 2006. Piano. Note en Bulle Éditions. Création: Yoko Hirota, piano. Ottawa International Chamber Music Festival, juillet 2007.
- Ariana, Kaboul. 2005. Saxophone alto. Resolute Music Publications. Création: Miguel Romero Moran, saxophone. 14th World Saxophone Congress, Ljubljana, Slovenia, juillet 2006.
- Stuntman. 2005. Trombone. Création: James C. Lebens, trombone. Salle Henri-Gagnon, Université Laval, Québec, 2005[27].
- Motel Suite. 2004. Version pour flute alto, clarinette basse. Création: Motion Ensemble. 5-Penny New Music Concert, Sudbury, octobre 2004.
- Motel Suite. 2004. Version pour flute alto, saxophone baryton. Création: Duo Zephyr. Salle de l'Atelier du Conservatoire National de Région, Bordeaux, France, mars 2005. Tetractys Publishing.
- 6 Ushebtis. 2003. Pieces pour étudiants (6), piano. Note en Bulle Éditions.
- No Limits. 2003. Tubax (saxophone basse). Création: Serge Bertocchi, tubax. Amphithéâtre du Centre de ressources, d'expertise et de performance sportive, Poitou-Charentes, Poitier, France, aout 2003.
- Motel Suite. 2002-2003. Saxophone soprano, saxophone baryton. Création: Susan Fancher, Mark Engebretson, saxophones. Huntington Concert Series, Sudbury, novembre 2002.
- Pourtant il y a la nuit. 2002. Violon, violoncelle. Note en Bulle Éditions. Création: Christian Robinson, violon, Alexandra Lee, violoncelle. Silver Birch Concert, Sudbury, avril 2006.
- Reliefs. 2001. Clarinette. Création: Jean-Guy Boisvert, clarinette. Simon Fraser University, Vancouver, BC, janvier 2002.
- Dial M for...hommage à Alfred Hitchcock. 2000. Saxophone soprano. Création: Jean-François Guay, saxophone. 13th World Saxophone Congress, Minneapolis, juillet 2003.
- 5 Études. 2000. Saxophone alto. Resolute Music Publications. Création: Jean-Françoi Guay, saxophone. University of Iowa, Iowa City, mars 2001.
- Thèbes. 2000. Version pour basson. Création: Michel Bettez, basson. 29th International Double Reed Conference, Buenos Aires, Argentina, aout 2000.
- Thèbes. 2000. Saxophone baryton. Création: Claude P. Fortier, saxophone. 12th World Saxophone Congress, Montréal, juillet 2000.
- Kamigluk's Inukshuit. 2000. Flute, marimba. Création: Anick Lessard, flute, Mario Boivin, marimba. Musique Chez Nous, Bishop's University, Sherbrooke, Québec, novembre 2001.
- Incertitude. 1999. Saxophone alto, piano. Resolute Music Publications. Création: Rémi Ménard, saxophone, Marc Joyal, piano. Université Laval, Québec, mars 2000.
- Les photographies du 21. 1999. Saxophone alto. Création: Rémi Ménard, saxophone. University of Calgary, février 2000.
- Série B (B Film). 1999. Saxophone alto. Pièce pour étudiants. Resolute Music Publications.
- Tambour battant (Beat the Drum). 1999. Saxophone alto. Pièce pour étudiants. Resolute Music Publications.
- Du bout des lèvres au bout des doigts. 1999. Saxophone alto. Pièce pour étudiants.
- Mitsu no kisetsu. 1998. Version pour voix alto, saxophone baryton. Éditions Jobert, Collection Pierre de Lune. Création: Annie Tremblay, soprano, André Leroux, saxophone. Chapelle Historique du Bon-Pasteur, Montréal, février 2001.
- Mitsu no kisetsu. 1998. Voix de baryton, contrebasson. Création: Paul Rowe,baryton, Monica Fucci, contrebasson. International Double Reed Society Conference, Madison, Wisconsin, aout 1999.
- Hiroshima. 1998. Piano. Éditions Doberman-Yppan. Title original: Hiroshima mon amour. Création: Yoko Hirota, piano. In Performance Series, University of Saskatchewan, Saskatoon, février 2002.
- Oran. 1998. Saxophone alto, piano. Resolute Music Publications.
- Trou noir. 1996. Saxophone baryton, piano.
- Solitude oubliée. 1995. Saxophone ténor. Éditions Doberman-Yppan.
- Les yeux de la solitude. 1987. Saxophone alto, percussion.
- Ullaaq. 1984, revisé 2016. Orgue.

### Petits ensembles
- Anthropométrie bleue (hommage à Yves Klein). 2023. Saxophone soprano, clarinette basse, percussion.
- Du simple au double. 2022. Hautbois, saxophone alto, clarinette en si bémol, clarinette basse, basson. Note en Bulle Éditions.
- À deux contre un.  2020. Flute, saxophone alto, piano.
- Après la pluie.  2019. Violons (2), piano.
- A Short Answer.  2019. Saxophone alto, violoncelle, piano
- Overtime.  2019. Trombones (4).
- Contrepoint... hommage à Robert Altman.  2016. Version C. Flute, saxophone soprano, clarinette, saxophone baryton.
- Contrepoint...hommage à Robert Altman.  2016. Version B. Flute, saxophone soprano, clarinette, basson.
- Contrepoint...hommage à Robert Altman.  2016. Version A. Flute, hautbois, clarinette, basson. Création: Iwona Glinka, flute, Gdansk Reed Trio. Kwidzyn Music Spring International Festival, Kwidzyn, Poland, juin 2018.
- Slow Swirl at the Edge of the Sea (hommage à Mark Rothko).  2015. Violon, saxophone alto, piano. Note en Bulle Éditions. Création: Trio Empreinte. Escales transatlantiques, Paris, octobre 2015.
- Quelques tranches de temps.  2014. Version B. Flute, saxophone soprano, clarinette en si bémol. Note en Bulle Éditions. Création: International Counterpoint. Cortona Sessions for New Music, Cortona, Tuscany, Italy, juillet 2017.
- Éole.  2014. Version B. Saxophones (3) (soprano, alto, ténor). Note en Bulle Éditions.
- Fragments/Metamorphosis.  2014. Version B. Saxophones (3) (soprano, alto, baryton).
- Chemin du miracle.  2013. Voix de soprano, clarinette, violon.
- Urban Influx (Afflux urbain).  2013. Saxophones (4) (soprano, alto, ténor, baryton). Éditions Doberman-Yppan.
- Verticales (hommage à Barnett Newman).  2011-12. Saxophones (4) (soprano, alto, ténor, baryton). Resolute Music Publications.
- Concetto Spaziale (hommage à Lucio Fontana).  2011-12. Saxophones altos (3). Resolute Music Publications.
- Ligne(s) médiane(s).  2011. Version B. Saxophones (4) (soprano, altos (2), baryton).
- Zones d'ombre.  2011. Saxophone soprano, flute, percussion, piano.
- Territoires intérieurs (hommage à Bernard Émond).  2010. Quatuor à cordes (violons (2), alto, violoncelle), piano.
- Trotte-minute, nos. 1-2.  2010. Saxophones (3) (soprano, alto, basse).
- On Call.  2010. Trompettes (3).
- Ligne(s) médiane(s).  2009. Saxophone alto, clarinette, hautbois, basson.
- Éole.  2008. Clarinettes (3). Note en Bulle Éditions.
- Gelb, Rot, Blau...hommage à Wassily Kandinsky.  2008. Version C. Saxophone soprano, saxophone alto, piano. Resolute Music Publications.
- Gelb, Rot, Blau...hommage à Wassily Kandinsky.  2008. Version B. Saxophone soprano, clarinette, piano.
- Gelb, Rot, Blau...hommage à Wassily Kandinsky.  2008. Clarinette, hautbois, piano.
- Structure/Paysage...hommage à Eli Bornstein.  2008. Quatuor à cordes (violons (2), alto, violoncelle).
- (S)AXE(S).  2007. Saxophones (4) (soprano, alto, ténor, tubax).
- In the dark...hommage à Lars von Trier.  2006. Violon, violoncelle, piano.
- Fragments/Metamorphosis.  2006. Hautbois, clarinette, basson.
- Voix parallèles.  2004. Saxophone ténor, trombone and piano.
- Varius Multiplex Multiformis.  2004. Quintette de cuivres (trompettes (2), Cor, trombone, tuba).
- Un ciel variable pour demain.  2003-2004. 8 pièces faciles pour quatuor de saxophones.
- Ombres d'automne et de lune. 2001. 3 saxophones (un interprète), flute/piccolo, piano, celesta.
- Shadows of Bamian.  2001-02. Saxophones (4) (sopranos (2), ténors (2)).
- Quelques tranches de temps. 2000-01. Flute, hautbois, clarinette.
- Débâcle.  1998. Woodwind quintet (flute, hautbois, clarinette, Cor, basson).
- Love Streams...hommage à John Cassavetes.  1997.
- Maniwaki.  1997. Tuba, percussion.
- Sarajevo.  1995. Saxophones (4) (soprano, alto, ténor, baryton). Éditions Doberman-Yppan.
- La nostalgie du présent.  1994. Quintette de cuivres (trompettes (2), cor, trombone, tuba).
- Quatuor, no 2.  1985, revisé 1994. Vibraphone/marimba, saxophones (4)
- À tout prendre...hommage à Claude Jutra.  1995. Piano, violon, alto, violoncelle.
- Vous ne faites que passer, SVP frappez fort.  1992. Saxophones (5).
- Triptyque écarlate.  1991. 3 saxophones (1 performer), Harpe, percussion.
- Quatuor.  1991. Percussion (4).
- L'errance...hommage à Wim Wenders.  1990. Quatuor à cordes (violons (2), alto, violoncelle).
- Haut lieu de la nuit.  1985 revisé 2021.

### Ensembles de chambre avec chef
- Falten und Farben (hommage à Simon Hantaï).  2021. Saxophones (10) (sopranos (2), altos (3), ténors (3), barytons (2)). Note en Bulle Éditions.
- Jazz...hommage à Henri Matisse.  2015-16. Saxophone ténor (soliste), flute, clarinette, violon, violoncelle, Harpe.
- Quadrichromie (hommage à Hans Hartung).  2012. Saxophone alto (soliste), ensemble de saxophones (sopranos (2), altos (3), ténors (3), barytons (2)) percussion (2).
- Temps de passage.  2010. Version C. saxophone alto/saxophone soprano, clarinette/clarinette basse, flute, saxophones (3) (soprano, ténor, baryton).
- Temps de passage.  2010. Version B. alto/saxophone soprano, clarinette en si bémol /clarinette basse, flute, hautbois, saxophone ténor, saxophone baryton.
- Metaesquema...hommage à Hélio Oiticica.  2009. Flutes (3), clarinettes (3), saxophone soprano, saxophone baryton.
- Tentation d'exil.  2007-08. Saxophones (12) (sopranino, sopranos (2), altos (3), ténors (3), barytons (2), bass).
- Checkpoints.  2007. Ensemble de cuivres (trompettes (4), horns (2), trombones (2), trombone basse, euphonium, tuba), percussion (2).
- Plans-séquences.  2006. Flute, clarinette, violon, violoncelle, piano, percussion.
- Calligramme.  2004. Saxophones (6) (soprano, altos (2), ténors (2), baryton). Resolute Music Publications.
- Temps de passage.  2002. Flute, hautbois, clarinette en si bémol/clarinette basse, saxophone alto/saxophone soprano, cor, basson.
- Ogura sanso.  1999. Soprano (voice), flute, clarinette, violon, violoncelle, percussion.
- La soif du mal...hommage à Orson Welles.  1994. Marimba, percussion (4).
- La rédemption...hommage à Martin Scorsese.  1994. Saxophones (4), percussion (2).
- La chambre verte...hommage à François Truffaut.  1992.
- Vagues vertiges.  1989. Quatuor de saxophones spacialisés, percussion, ensemble de saxophones (sopranino, soprano, altos (2), ténors (2), baryton, basse).

### Orchestre de chambre
- Ici et là.  2013-14. Petit orchestre à cordes.
- Une distance habitée.  2009. Orchestre de chambre (15 instruments).
- Mare Tranquilitatis III.  2007. Orchestre de chambre (14 instruments).
- Cordes, supercordes. 2004/revisé 2010. Pipa, orchestre à cordes.
- Mare Tranquilitatis II.  2004. Orchestre de chambre (14 instruments).
- Mare Tranquilitatis. 2003. Orchestre de chambre (16 instruments).
- Dead and…  2003. Orchestre de chambre (16 instruments).
- Feuille d'univers.  1996. Orchestre à cordes.
- Konzertzimmermusik.  1992. Saxophone soprano, percussion (3), orchestre de chambre (18 instruments).

### Orchestre
- Mouvance.  2010-11. Orchestre.
- Et une porte d'ombre se referme.  2008-09. Violon, orchestre.
- Le miroir d'un moment.  2006-07. Orchestre.
- Apeldoorm, Nederland.  2005-06. Orchestre à vent.
- Oiseau de givre.  2005. Piano, orchestre.
- Ramallah.  2002. Saxophone alto, Orchestre à vent.
- De brises en ressac.  1999, revisé 2006. Version pour petit orchestre.
- De brises en ressac.  1999. Orchestre.
- Sarajevo II.  1998. Saxophone alto, trompettes, grand orchestre.
- On the Road.  1993/revisé 2009. Orchestra spatialisé.
- La fuite immobile.  1988. Orchestre.

## Albums, EP et fichiers audio (sélection)
La liste ci-dessous est classée par année d'enregistrement, titre de l'œuvre, titre de l'album (le cas échéant), description physique (c.-à-d. disque audio (disque compact) ou fichier audio (piste(s) en ligne)), producteur et numéro de catalogue, et interprète(s). Des sélections de la musique de Lemay sont également disponibles sur les plateformes de streaming et de téléchargement.
- Clés. 2024. EP (9 fichiers audio). Centretracks : CMCCT 12424. Stephen Tam, flûte ; avec Katie Kirkpatrick, flûte (pistes 2 et 8) et Yoko Hirota, piano (piste 5).
- Mycélium. 2023. EP (7 fichiers audio). Yoko Hirota, piano. Produit indépendamment
- Lignum et Spiritus. 2023. EP (4 fichiers audio). Centrepistes : CMCCT 12323. Contenu : Point d'équilibre (Stephen Tam, flûte ; Yoko Hirota, piano) ; Shared Visions (Anthony Thompson, clarinette ; Yoko Hirota, piano) ; Play-off (Ron Cohen Mann, hautbois ; Yoko Hirota, piano) ; Au coude-à-coude (Kevin Harris, basson ; Yoko Hirota, piano)[28].
- Soliloques. 2022. EP (7  fichiers audio). Centrepistes : CMCCT 12222. Stéphane Sordet, saxophone[29].
- 5 Études pour saxophone. 2021. EP (5 fichiers audio). Centrepistes : CMCCT 621. Jean-François Guay, saxophone.
- Tanze vor Angst (hommage à Paul Klee); 6 Ushebtis. 2009 ; remasterisé 2020. Album : Small is Beautiful: Miniature Piano Pieces for Piano. 1 disque audio (DC). Phoenix Classical: PHC 95252 (2009); Novana Records : NV6294 (2020). Yoko Hirota, piano.
- Pommes. 2019. EP (8 fichiers audio). Centrepistes : CMCCT 11218. Ryan Scott, percussion.
- Fragments noirs. 2017. EP (9 fichiers audio). Centrepistes : CMCCT 10817. Stereoscope Saxophone Duo[30].
- Urban Influx. 2015. Sur l'album : ISCM Canadian Section - 2015 Selected Works. 1 disque audio (CD). Canadian League of Composers. Proteus Quartet.
- Deuce. 2015. Sur l'album : Diálogos. 1 disque audio  (CD). FonoSax : FonoSax001. Dúo Lisus.
- Oran. 2014. Sur l'album : Metropolis. 1 disque audio  (CD). Ravello Records : RR7889. Allen Harrington, saxophone, Laura Loewen, piano.
- L'errance... 2013. 1 disque audio  (CD). Centredisques : CMCCD 19513. Contenu : L'errance...hommage à Wim Wenders ; Structure/Paysage...hommage à Eli Bornstein ; Territoires intérieurs (hommage à Bernard Émond). Silver Birch String Quartet. Avec : Yoko Hirota, piano, pour Territoires intérieurs.
- Sarajevo. 2013. Sur l'album : Consonnances modernes. 1 disque audio  (CD). Oratorio : ORCD 4116. Quatuor de saxophones Nelligan.
- Hiroshima mon amour. 2013. Sur l'album : Voces Borealis. 1 disque audio  (CD). Centredisques : CMCCD 18713. Yoko Hirota, piano.
- Asubakatchin. 2013. Sur l'album : Umbra Septentrionis. 1 disque audio  (CD). Centredisques : CMCCD 23417. Yoko Hirota, piano.
- Deuce. 2012. Sur l'album : Le Plus Vite Possible. 1 disque audio  (CD). Jeffrey E. Vicker/SaxViker Music. Jeffrey Vicker, Dan Gelok, saxophones.
- Fragments/Metamorphosis. 2011. Sur l'album : Land of Living Skies. 1 disque audio  (CD). Centredisques : CMCCD 16811. Membres du Quintette à vent  Estria.
- Mare tranquilitatis III. 2007. Sur l'album : CD International Composition Prize 2007, World Première Recordings. 1 disque audio  (CD). Éditions LGNM 407. Luxembourg Sinfonietta, Marcel Wengler, chef.
- Motel Suite (Version B). 2009. Sur l'album : Crack. 1 disque audio  (CD). Erol Records : 7037. Duo Zéphyr.
- Débâcle. 2004. Sur l'album : Le Quintette à vents Estria. 2004. 1 disque audio  (CD). Atma Classique : ACD2 2357. Quintette à vents Estria[31].
- Vagues vertiges. 2003. Sur l'album : Musique à l'Université Laval, vol. VI. 1 disque audio  (CD). Société nouvelle d'enregistrement: SNE 603 . Quatuor de Saxophones Nelligan, Serge Laflamme, percussion, Ensemble de Saxophones du Domaine Forget, Jean-Marie Londeix, chef. Remasterisé et produit indépendamment en 2021 en tant que single (1 fichier audio).
- 5 Études pour saxophone. 2003. Sur l'album : New School. 1 disque audio  (CD). Fidelio (4) : FACD009. Jean-François Guay, saxophone.
- Ombres d'automne et de lune. 2002. Sur l'album : Salom Tours, 2000-2001. 1 disque audio  (CD). Erol Records : 7030. Quatuor Apollinaire.
- Incertitude. 2000. Sur l'album : Nouvelle musique pour saxophone et piano. 1 disque audio  (CD). Société nouvelle d'enregistrement : SNE 651. Rémi Ménard, saxophone, Marc Joyal, piano[32]. Remasterisé et produit indépendamment en 2021 en tant que single (1 fichier audio).
- La soif du mal...Hommage à Orson Welles. 1997. Sur l'album : Percumania. 1 disque audio  (CD). Faculté de musique de l'Université de Montréal : UMMUS-UMM 107. Série Actuelles. Percussion : Daniel Fortin, Jean-Éric Frenette, Johanne Latreille, Julien Grégoire, Mario Venditti; Robert Leroux, chef.

## Vidéos (sélection) de concerts en direct
- À découvert. Christian Robinson, violon. 5 Penny New Music Concerts, Sudbury, Brewer Lofts Cathedral, 11 juin 2016. Vidéo YouTube, 12:28.
- Concetto Spaziale (hommage à Lucio Fontana). Echo Rogue Saxophone Trio. 16e Congrès mondial du saxophone, St. Andrews, Écosse, 12 juillet 2012. Vidéo YouTube, 13:00.
- Deuce 2. Duo d'Entre-Deux (Tommy Davis, Nick Zoulek, saxophones). Kent State University, 27 septembre 2014. Vidéo YouTube, 11:33.
- Double Fault. Duo Entre-Nous (Jackie Glazier, clarinette, Don-Paul Kahl, saxophone). Gand, Belgique, 24 novembre 2022. Vidéo YouTube, 4:30.
- Du simple au double. Woodwork Reed Quintet. Deinze, Belgique, 27 décembre 2022. Vidéo YouTube, 8:05.
- Falten und Farben. Eastman Saxophone Project. Concert du printemps 2023, Kilbourn Hall, Eastman School of Music, 4 avril 2023. Vidéo YouTube, 8:21.
- Fingerprints. Duo Gemini (Jean-Frédéric Molard, violon, Jean-Noël Remiche, piano). Festival Osmose (Evere, Belgique). 3 décembre 2022. Vidéo YouTube, 3:06.
- Hors-jeu. Maya Grossman, basson, Andrew Hosler, saxophone ténor. Série de concerts : The_____Experiment, Stamps Auditorium, University of Michigan, Ann Arbor, 19 novembre 2021. Vidéo YouTube, 3:48.
- Intimate Echos. Baptiste Boiron, saxophone ténor, Chloe Weston, piano. Western University, von Kuster Hall, 29 mars 2018. Vidéo YouTube, 12:40.
- Into Thin Air.. Andrew Allan, saxophone soprano. 18e Congrès mondial du saxophone, Zagreb, 10 octobre 2018. Vidéo YouTube, 5:26.
- L'arc de lyre. Kristan Toczko, harpe, Jared Tehse, piano. Arizona State University, 12 février 2022. Vidéo YouTube, 5:44.
- Les photographies du 21. Alexander Magg, saxophone. University of Cincinnati, College-Conservatory of Music, Cohen Family Theatre, 25 octobre 2012. Vidéo YouTube, 17:22.
- Les yeux de la solitude. Matthew Henry, saxophone, Dave Fair, percussion. Western University, von Kuster Hall, 6 avril 2014. Vidéo YouTube, 19:07.
- Manu Militari Duo Alto (Noa Mick, saxophone, Anat Nazarathy, flûte). Enregistrement filmé en studio, Bâle, 2019. Vidéo YouTube, 3:11.
- No Limits. Tommy Davis, saxophone, Patrick Harrop, images interactives. Théâtre du Nouvel Ontario (Sudbury), 17 mars 2018. Vidéo YouTube, 12:15.
- Oran. Allen Harrington, saxophone, Laura Loewen, piano. SaxOpen. Strasbourg (France), 11 juillet 2015. Vidéo WebTV, 13:09.
- Ramallah. Victor Herman, saxophone alto; Koninklijk Harmonieorkest Vooruit Harelbeke; Erik Desimpelaere, chef d'orchestre. CC Het Spoor, Harelbeke (Belgique), 28 décembre 2019. Vidéo YouTube, 16:38.
- Shadows of Bamian. Quatuor de saxophones Proteus. Conference of the North American Saxophone Alliance Region 9, University of Saskatchewan, 9 février 2013. Vidéo YouTube, 19:44.
- Stuntman. James C. Lebens, trombone. Salle Henri-Gagnon, Université Laval, 23 septembre 2005. Vidéo YouTube, 15:45.
- Tanze vor Angst (hommage à Paul Klee) Yoko Hirota, piano. Western University, von Kuster Hall, 10 janvier 2014. Vidéo YouTube, 4:07.
- Trou noir. Sumner Truax, saxophone ; Kurt Eric Galván, piano; Copeland Woodruff; acteur. Hatch Recital Hall, Eastman School of Music, 8 novembre 2014. Vidéo YouTube, 14:51.